# Termini Imerese
Termini Imerese (sicilià Tèrmini, en català medieval Tèrmens) és un municipi italià, situat a la regió de Sicília i a la ciutat metropolitana de Palerm. Té 26.290 habitants. Limita amb els municipis de Caccamo, Campofelice di Roccella, Cerda, Collesano, Sciara i Trabia.

## Administració
| Període | Identitat           | Partit         |
| ------- | ------------------- | -------------- |
| 2006-   | Salvatore Burrafato | Centreesquerra |